# Alluaudiopsis marnieriana
Alluaudiopsis marnieriana es una especie de planta con flores perteneciente al género Alluaudiopsis, dentro de la familia Didiereaceae. Es endémica de Madagascar.

## Descripción
Alluaudiopsis marnieriana es un pequeño arbusto dioico, espinoso y caducifolio de 1,5 a 4 m de altura. Las ramas cercanas al suelo pueden alcanzar un diámetro de hasta 10 cm y las ramas de las partes más altas están podridas, con corteza de color gris. Las hojas son poco pecioladas, alternas, algo carnosas, de oblongas a lanceoladas, de 7 a 15 mm de largo y de 3 a 4 mm de ancho, puntiagudas en el ápice.  
A cada lado de las hojas crece una espina de 5 a 10 mm de largo, siendo algo más anchas en las plantas femeninas. 
Las flores masculinas están dispuestas en verticilos de 2 a 5, con un tallo floral que mide unos 5 mm de largo y tiene 2 pequeñas brácteas. Los pétalos son 4, de color carmesí, de 12 mm de largo y 6 mm de ancho. 
Las flores femeninas son más grandes que las masculinas y están dispuestas en 2 o 3. El tallo floral mide hasta 7 mm de largo, también con 2 sépalos y 4 pétalos color carmesí.
El fruto es una cápsula ovoide de 3 a 4 mm de largo, escondida en un cáliz persistente. Las semillas son ovoides, de unos 3 mm de largo, con pulpa blanca.

## Distribución y hábitat
El área de distribución nativa de esta especie es Madagascar (al norte de Tulear) y crece principalmente en el bioma desértico o de matorral seco. Concretamente los encontramos en la costa de la parte más seca de la isla, hasta a una altitud de unos 50 m sobre el nivel del mar.

## Taxonomía
Alluaudiopsis marnieriana fue descrita por el botánico alemán Werner Rauh y publicada por primera vez en la revista científica Comptes Rendus Hebdomadaires des Séances de l'Academie des Sciences 1: 49 en 1961.
Etimología
- Alluaudiopsis: nombre genérico que tiene la terminación griega opsis y que significa 'similar', por lo que se traduce como 'similar al género Alluaudia', el cual forma parte de la misma familia.
- marnieriana: epíteto específico otorgado en honor a André Marnier, un botánico y explorador que contribuyó significativamente al estudio de las plantas en su región. El sufijo -iana se utiliza comúnmente en la nomenclatura botánica para designar que una especie está dedicada a una persona, en este caso, a Marnier.[4]

## Estado de conservación
En la Lista Roja de Especies Amenazadas de la UICN, la especie está clasificada como “En Peligro (EN)”.

## Usos
Alluaudiopsis marnieriana se cultiva principalmente como planta ornamental aunque se encuentra catalogada en peligro en su área de distribución.